# 過周謀
過周謀（？—？），字君断，號蓮谷，江西建昌府新城县人。

## 生平
周谋博学善文，天啓七年（1627年）中式丁卯科江西乡试举人，崇祯元年（1628年）联捷戊辰科進士，初授宁国县知县，清查积蠹，置吏汪希珑、虞尹福于法，革火耗、羡馀，捐俸修复枫树岭哨台，请兵防守。时集诸生讲学，岁旱祷雨即应。调昆山，又调浙江仙居县知县。崇祯十二年十一月，过周谋以大学士薛国观所举士，托吏部郎中熊文举持金献国观，乞授礼曹。事觉，国观委罪文举。时文举出主试，其父出承之；下刑部，论戍。文举官如故。周谋贬福建汀州府照磨。卒于任。著《北役草》。

## 家族
父过闻韶，字宇和，诸生，游南城罗汝芳门，多实行，卒祀乡贤。母李氏，赠孺人（黄端伯撰有《过孺人墓志铭》）。